# Congrés Nacional de Xile

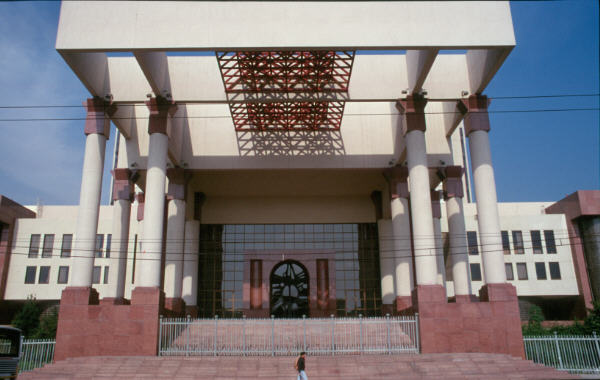
Seu actual del Congrés Nacional de Xile a Valparaíso.

El Congrés Nacional de Xile és l'assemblea legislativa de la República de Xile. És un òrgan bicameral compost per una Cambra de Diputats i un Senat. Té la seu a Valparaíso.
Des del 2005 tots els seus membres són elegits per votació popular, a través d'un sistema binomial, amb possibilitat de reelecció. D'acord amb la Constitució vigent, la Cambra de Diputats està integrada per 120 membres, anomenats diputats, elegits per un mandat de quatre anys sobre la base dels districtes electorals, fixats per una llei orgànica constitucional.
El Senat es compon de 38 membres, anomenats senadors, elegits per un període de vuit anys sobre la base de les circumscripcions senatorials determinades en consideració a les regions del país, per la llei orgànica constitucional respectiva, que igualment estableix el nombre de senadors i la forma d'elecció.
Ambdues cambres del Congrés concorren a la formació de les lleis en conformitat a la Constitució i tenen les altres atribucions que ella mateixa estableix. Tant el Congrés, com a òrgan autònom i divers de les branques que el componen, com les seves càmeres tenen atribucions constitucionals exclusives.

## Història
Entre 1818 i 1828, l'única assemblea electa o designada que va actuar com Poder Legislatiu a Xile va ser el Senat. També van existir els electes Congressos Generals Constituents de 1823, 1826 i 1828.

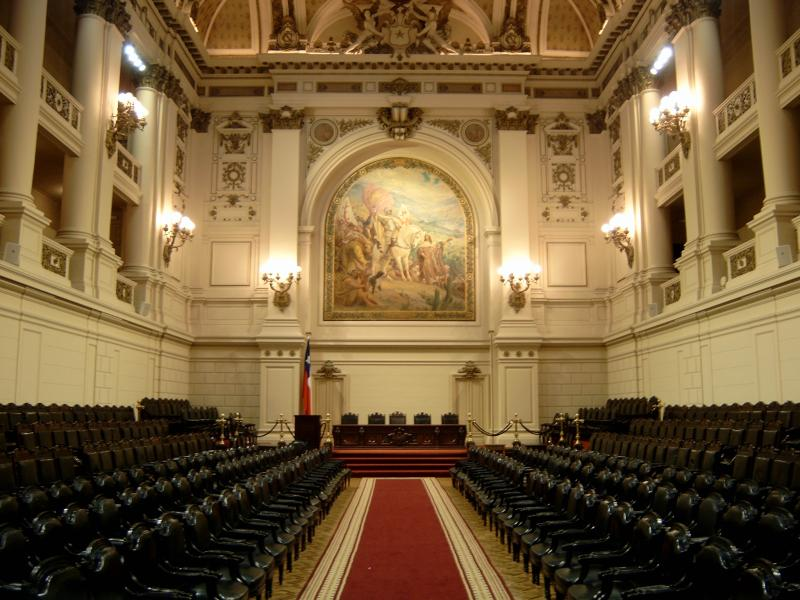
Saló de sessions de l'antic edifici del Congrés Nacional de Santiago.

Entre 1828 i 1970, li corresponia constitucionalment al Congrés triar entre les dues primeres majories relatives al President de la República. Aquesta situació passava quan per mitjà del sistema d'electors (1828-1920) i de vot directe (1925-1970) no hi havia un candidat amb la majoria absoluta.
Només durant els períodes 1924-1925, juny-octubre de 1932 i 1973-1989, el Congrés Nacional va ser clausurat sense produir una renovació immediata dels integrants de les seves càmbres.
Les reformes constitucionals promulgades el 1875 van donar al Congrés la impressió de major autoritat. El 1890 el Congrés Nacional entra en conflicte amb el President Balmaceda, en oposar-se a aprovar la llei de pressupostos. Balmaceda declara unilateralment com a vigent la de l'any anterior sense necessitat de l'aprovació del poder legislatiu l'1 de gener de 1891. El Congrés declara inconstitucional aquesta mesura i s'alça en armes, donant inici a la Guerra Civil de 1891, el 7 de gener d'aquell any, organitza una Junta de Govern a Iquique. Al final d'aquest conflicte, el 31 d'agost, amb la victòria de les forces del Congrés, l'Armada i part de l'Exèrcit, s'instaura la República Parlamentària (1891-1925).

## Congrés Nacional i Congrés Ple
La reunió en ple de les dues cambres rep el nom de Congrés Ple i és presidida pel President del Senat i es fa per a escoltar l'informe de l'estat administratiu i polític de la nació (elDiscurs del 21 de maig ), presentat pel President de la República, per a prendre coneixement de la resolució en virtut de la qual el Tribunal Qualificador proclama el president electe, per a prendre jurament o promesa al president electe abans que assumeixi les seves funcions.
Amb anterioritat a la reforma constitucional del 2005, el Congrés Ple es reunia també per a l'aprovació o rebuig, sense debat, de les reformes constitucionals prèviament discutides i aprovades per les dues cambres. Així mateix, amb anterioritat a la Constitució de 1980, es reunia per a prendre coneixement de l'escrutini general de l'elecció presidencial i procedir a proclamar el president electe; i en cas que en l'elecció cap candidat obtingués majoria absoluta, el Congrés Ple elegia, entre els ciutadans que hagin obtingut les dues més altes majories relatives, el president, i procedia a proclamar-lo. Aquesta situació es va donar en l'elecció del President Salvador Allende.

## Seus del Congrés

### A Santiago

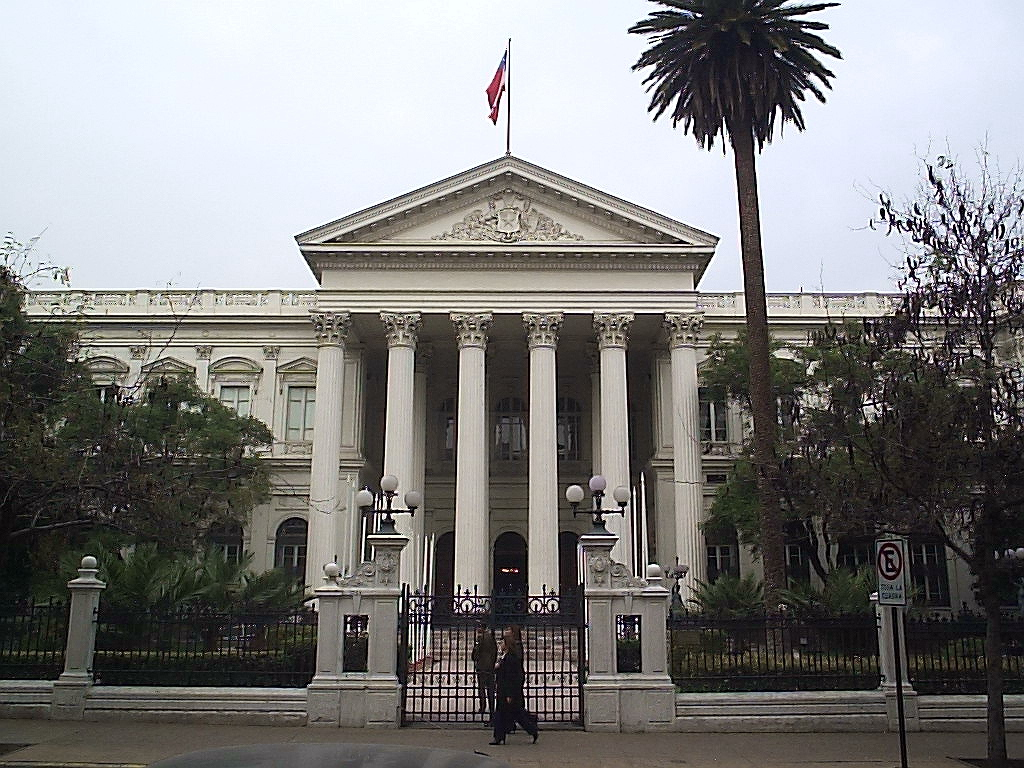
Antic edifici del Congrés Nacional de Xile a Santiago.

Històricament, el Congrés Nacional ha tingut la seva seu i celebrat les seves sessions a Santiago, excepte pel període comprès entre el 25 de febrer i el 7 d'agost de 1828, en què es realitzaren les sessions a la ciutat de Valparaíso, finalitzant la redacció de la Constitució de 1828.
El Senat i la Cambra de Diputats va funcionar des de 1876 fins al cop d'estat de 1973, a l'Edifici del Congrés Nacional.
Amb el trasllat del Congrés a Valparaíso, a les antigues dependències es va instal·lar entre 1990 a 2006 la Cancelleria. Al començament de 2006, la Cancelleria es trasllada, tornant les instal·lacions, el que possibilita que les sessions de les comissions parlamentàries puguin realitzar a Santiago.

### A Valparaíso
L'11 de març de 1990, es van reiniciar les activitats parlamentàries després de més de 16 anys de clausura, a causa de la dictadura de Pinochet. Per motius de descentralització la seu del Congrés es va traslladar a la ciutat de Valparaíso.
Aquesta obra és creació dels arquitectes xilens Juan Cárdenas, José Covacevic i Raúl Farru, el treball va ser seleccionat entre 38 professionals que van arribar a l'etapa final del concurs d'avantprojectes convocat pel Ministeri d'Obres Públiques i al qual es van presentar 539 propostes.
La construcció de l'actual edifici es va iniciar el 20 d'octubre de 1988. Aquesta enorme construcció de 60.000 m², s'alça sobre una superfície de 25.000 m² al barri El Almendral, al lloc on va funcionar, fins fa alguns anys, l'hospital Enrique deformes, enderrocat arran dels greus danys causats pel terratrèmol del 3 març 1985.